# Jerome W. Conn
Jerome W. Conn (* 24. September 1907 in New York City; † 11. Juni 1994 in Naples, Florida) war ein amerikanischer Internist und Endokrinologe. 

## Leben
Conn besuchte zunächst drei Jahre die Rutgers-Universität und schrieb sich 1928 an der University of Michigan Medical School in Ann Arbor ein, die er 1932 mit dem Diplom als Medical Doctor abschloss. Hier hatte er auch seine Frau Betty Stern, die ihm später bei seinen klinischen Forschungen beistand, geheiratet. Conn forschte zu Diabetes mellitus im Zusammenhang mit Adipositas und wurde 1935 Assistenz-Professor für Innere Medizin. 1943 übernahm er die Abteilung für Endokrinologie und Stoffwechsel und war ab 1944 Professor für Innere Medizin. 1968 wurde er von der  University of Michigan zum LH Newburgh Distinguished University Professor ernannt. Er zog sich im Jahr 1974 zurück, nachdem er in seiner Laufbahn über 250 wissenschaftliche Publikationen verfasst hatte.

### Conn-Syndrom
Er wurde bekannt durch die Erstbeschreibung des Primären Hyperaldosteronismus. Die Erkrankung wurde nach seinem Namen Conn-Syndrom benannt.

### Conn-Register
2006 wurde in München ein deutsches Conn-Register mit dem Ziel der multizentrischen Datenerhebung zu Diagnostik, Therapie und Krankheitsverlauf des Conn-Syndroms, gegründet.

## Auszeichnungen (Auswahl)
- 1958: Banting-Medaille der American Diabetes Association
- 1965: Gairdner Foundation International Award
- 1967: Howard Taylor Ricketts Award
- 1969: Mitglied der National Academy of Sciences